# Nouveau stade de Tarragone
Le Nou Estadi de Tarragona est un stade de football situé à Tarragone (province de Tarragone, Catalogne, Espagne). C'est dans ce stade que le Gimnàstic de Tarragone dispute ses matches.
Le stade a été inauguré en février 1972. Sa capacité est de 14 591 places.
Le stade accueille les Jeux méditerranéens de 2018.